# BRD8
La proteína 8 contenedora de bromodominio (BRD8) es una proteína codificada en humanos por el gen BRD8.
Esta proteína codificada por este gen interacciona con el receptor de hormona tiroidea de un modo dependiente de ligando y potencia la activación dependiente de hormona tiroidea desde los elementos de respuesta tiroideos. Esta proteína contiene un bromodominio y se piensa que es un coactivador receptor nuclear. Se han descrito tres variantes transcripcionales de este gen que codifican distintas isoformas de la proteína.

## Interacciones
La proteína BRD8 ha demostrado ser capaz de interaccionar con:
- Receptor de hormona tiroidea beta[2]
- Receptor X retinoide alfa[4]